# La Morsure (film, 1927)
Pour les articles homonymes, voir The Show et La Morsure.
Pour plus de détails, voir Fiche technique et Distribution.
La Morsure (The Show) est un film américain réalisé par Tod Browning, sorti en 1927.

## Synopsis
Cock Robin, acteur très imbu de sa personne, joue Saint Jean-Baptiste au théâtre, lors du Carnaval de Budapest. La jeune fille interprétant Salomé tombe amoureuse de lui. Mais Robin s'intéresse à Lena car son père est riche. « Le Grec », un dangereux individu, a lui aussi des vues sur ce magot et envisage de tuer l'acteur qui le gêne.

## Fiche technique
- Titre : La Morsure
- Titre original : The Show
- Réalisateur et producteur : Tod Browning, pour la Metro-Goldwyn-Mayer
- Scénario : Waldemar Young, d'après le roman The Day of Souls de Charles Tenny Jackson
- Décors : Cedric Gibbons et Richard Day
- Costumes : Lucia Coulter
- Photographie : John Arnold
- Montage : Errol Taggart
- Genre : Mélodrame - Muet
- Format : Noir et blanc
- Durée : 66 minutes
- Date de sortie :
  - États-Unis : 22 janvier 1927

## Distribution
- John Gilbert : Cock Robin
- Renée Adorée : Salomé
- Lionel Barrymore : Le Grec
- Gertrude Short : Lena
- Edward Connelly : Le soldat aveugle
- Andy Mac Lennan : Le Furet

Acteurs non crédités
- Jules Cowles : Un habilleur de Cock Robin
- Jacqueline Gadsden : Une serveuse blonde
- Dorothy Sebastian : Une spectatrice

## Critique
Lors d'une diffusion télévisée en 1995, Gérard Camy écrivait dans Télérama :
« Il faudra bien un jour que Tod Browning ait la place qu'il mérite dans les histoires du cinéma. Passionnante, la carrière du cinéaste ne s'arrête pas au célèbre La Monstrueuse Parade. Son goût pour l'étrange et le fantastique apparaît déjà dans La Morsure avec l'impressionnante scène de la décapitation de Jean-Baptiste, filmée dans un magnifique jeu d'ombres et de lumières. Parabole sur le Bien et le Mal, ce mélodrame haletant mêle habilement l'action de la pièce de théâtre au drame qui se joue entre les acteurs. John Gilbert, en séducteur vaniteux et sans morale, Lionel Barrymore, inquiétant et sadique, et Renée Adorée, accablée mais habitée par la grâce, sont tout à fait convaincants, à condition d'accepter de prendre un peu de distance avec le jeu souvent emphatique imposé par le muet. »